# Vincy-Manœuvre
Vincy-Manœuvre település Franciaországban, Seine-et-Marne megyében. Lakosainak száma 274 fő (2022. január 1.). Vincy-Manœuvre Acy-en-Multien, Réez-Fosse-Martin, Rosoy-en-Multien, Étrépilly, Le Plessis-Placy, Puisieux és Trocy-en-Multien községekkel határos.

## Népesség
A település népessége az elmúlt években az alábbi módon változott:
| Lakosok száma | 249  | 289  | 302  | 289  | 283  | 277  | 276  | 275  | 274  |
|               | 2013 | 2015 | 2016 | 2017 | 2018 | 2019 | 2020 | 2021 | 2022 |